# Анохино (Московская область)
Анохино — деревня в муниципальном округе Егорьевск Московской области России.

## География
Деревня Анохино расположена в восточной части муниципального округа Егорьевск, примерно в 28 километрах к юго-востоку от города Егорьевск. В 200 метрах к востоку от деревни протекает река Цна. Высота над уровнем моря 111 метров.

## Название
Название связано с производной формой личного имени Амос — Аноха.

## История
На момент отмены крепостного права в России деревня принадлежала помещику Вырубову. После 1861 года деревня вошла в состав Починковской волости Егорьевского уезда. Приход находился в селе Починки.
В 1926 году деревня входила в Анохинский сельсовет Починковской волости Егорьевского уезда.
До 1994 года Анохино входило в состав Починковского сельсовета Егорьевского района, в 1994—2004 годы — Починковского сельского округа, а в 2004—2006 годы — Подрядниковского сельского округа.
До 2015 года входила в состав сельского поселения Юрцовское.
В 2015 году вошла в состав городского округа Егорьевск, образованного в том же году путем упразднения Егорьевского района и объединения всех его поселений в единый городской округ.

## Демография
В 1885 году в деревне проживало 535 человек, в 1905 году — 715 человек (352 мужчины, 363 женщины), в 1926 году — 667 человек (316 мужчин, 351 женщина). По переписи 2002 года — 74 человека (37 мужчин, 37 женщин). Население — 115 человек (2010).
| 1859 | 1868 | 1885 | 1905 | 1926 | 2002 | 2006 |
| ---- | ---- | ---- | ---- | ---- | ---- | ---- |
| 411  | ↗433 | ↗535 | ↗715 | ↘667 | ↘74  | →74  |
| 2010 |      |      |      |      |      |      |
| ↗115 |      |      |      |      |      |      |